# Brian Bowen
Brian Bowen II, né le 2 octobre 1998 à Saginaw dans le Michigan, est un joueur américain de basket-ball évoluant au poste d'ailier.

## Biographie
Après une saison en Australie avec les Sydney Kings durant laquelle il tournait en 6,5 points et 3 rebonds de moyennes en 15 minutes, il se présente à la draft NBA 2019 mais n'est pas sélectionné. 
Le 21 juillet 2019, il signe un contrat two-way pour la saison à suivre avec les Pacers de l'Indiana.
Le 27 novembre 2020, il signe à nouveau un contrat two-way avec les Pacers de l'Indiana. Le 23 avril 2021, il est coupé.

## Distinctions
- MVP du Jordan Brand Classic 2017
- Sélectionné pour le McDonald's All-American Game 2017